# منتخب مقدونيا لكرة السلة للسيدات
منتخب مقدونيا الوطني لكرة السلة للسيدات هو ممثل مقدونيا الشمالية الرسمي في المنافسات الدولية في كرة السلة، وكرة السلة للسيدات للسيدات.